# 橋本雅史 (声優)
橋本 雅史（はしもと まさし、4月27日 - ）は、日本の男性声優。京都府出身。プロダクション・エース所属。

## 略歴
映像テクノアカデミア出身。

## 人物
趣味・特技には水泳、読書、舞台鑑賞をそれぞれ挙げている。

## 出演
太字はメインキャラクター。

### テレビアニメ
2013年
- 勇者になれなかった俺はしぶしぶ就職を決意しました。（男C）

2014年
- 風雲維新ダイ☆ショーグン（下っぴき）

2015年
- 対魔導学園35試験小隊（マフィアD、男子C）

2016年
- Dimension W（親衛隊員）

2017年
- 終末なにしてますか? 忙しいですか? 救ってもらっていいですか?（滅殺奉史騎士団A、船員B、船員A）
- はじめてのギャル（とらのあな店長）

2018年
- 夢王国と眠れる100人の王子様（ユメクイ）
- レイトン ミステリー探偵社 〜カトリーのナゾトキファイル〜（セイラー）

2019年
- 盾の勇者の成り上がり（私兵）

2020年
- ムヒョとロージーの魔法律相談事務所（男医者）
- ストライクウィッチーズ ROAD to BERLIN（軍人、士官）

2023年
- レベル1だけどユニークスキルで最強です（店主）
- ゾン100〜ゾンビになるまでにしたい100のこと〜（猟友会3）

2024年
- 異修羅（リチア市民）

2025年
- トリリオンゲーム（報道陣）

### OVA
- はじめてのギャル（2017年、落研部員A） - コミックス第5巻BD付き限定版
- 新妹魔王の契約者 DEPARTURES（2018年、長老）

### ゲーム
2012年
- 龍が如く5 夢、叶えし者

2013年
- アサシン クリード IV ブラック フラッグ
- 三国志を抱く

2014年
- アサシンクリード ユニティ（ジュリアン・ブマ 他）
- ウォッチドッグス（クリスピン 他）

2015年
- レインボーシックス シージ（エコー）

2016年
- ウォッチドッグス2（ジョッシュ・ソーチャック）

2022年
- レゴ スター・ウォーズ：スカイウォーカー・サーガ
- ベヨネッタ3（東京自衛隊員）

### 吹き替え

#### 映画
- 愛と哀しみの旅路 ※Disney+版
- クリフハンガー（レイ）※BSジャパン版
- アースレイジ 合衆国最期の日（チューダー）
- ダイバージェント
- ナイト・オブ・ザ・リビングデッド
- クリストファー・ジェフリーズの失われた名誉（チャールズ・チャップマン〈ベン・キャップラン〉）
- アイアンクロス ヒトラー親衛隊《SS》装甲師団
- ゲット!マイライフ（英語版）（コーチ 他）
- ヴィンセントが教えてくれたこと（コーチ 他）
- クーデター（カーディフ社重役〈マンフレッド・イルク〉）
- ビースト・オブ・ノー・ネーション
- ナチュラル・ボーン・プランクスター～究極ドッキリ作戦（英語版）（ジミー 他）
- 疑惑のチャンピオン（スティーヴン・スウォート〈サム・ホアー（英語版））
- ベビーシッター・アドベンチャー（レオン・ヴァスケス〈エミリアーノ・ディエス（スペイン語版）〉）
- アンダー・ザ・シャドウ 影の魔物（英語版）（エブラヒミ〈アラム・ガセミー〉）
- 特捜部Q Pからのメッセージ（英語版）（ラース 他）
- クロス・ウォーズ（ライオット〈ティム・アベル〉）
- アイ・フィール・プリティ! 人生最高のハプニング（留守電男[9]）
- ウォンテッド（アレックス）※BSテレ東版[10]
- ジュマンジ/ネクスト・レベル[11]
- ナイトメア・アリー[12]
- ジェイソン・ボーン（入国管理官[13]）※BSテレ東版
- カンダハル 突破せよ（カヒル〈アリ・ファザル〉[14]）

#### ドラマ
- ティーン・ウルフ（英語版）（レイヒー、セヴェロ）
- Dr.HOUSE シーズン8（サボー）
- JUSTIFIED 俺の正義
- チャン・オクチョン
- ダ・ヴィンチと禁断の謎（英語版） シーズン2（カルロ・デ・メディチ、サセッティ、トナパ 他）
- 逆賊-民の英雄ホン・ギルドン-（チュンウォン君）
- バッドランド ～最強の戦士～（英語版）（バジー[15]）
- 愛の温度（ヘギョン[16]）
- ミズ・マーベル

#### アニメ
- 悪魔バスター★スター・バタフライ（用語集さん 他）
- ティーン・タイタンズGO!（遊園地マネージャー）
- トロールズ ミュージック★パワー（トレジージョ[17]）
- 爆走ナマケモノ! フリーキー（モウキー）
- ペット（リッパー[18]）
- リック・アンド・モーティ

#### その他
- 私立探偵ダーク・ジェントリー（英語版）
- ルーク・ケイジ